# 中国人民解放军战略支援部队政治工作部
中国人民解放军战略支援部队政治工作部，位于北京市，是中国人民解放军战略支援部队机关部门，负责中国人民解放军战略支援部队的政治工作。

## 沿革
2015年12月，在深化国防和军队改革中，组建中国人民解放军战略支援部队。中国人民解放军战略支援部队设中国人民解放军战略支援部队政治工作部。首任主任为冯建华。

## 机构设置
- 干部局[3]

……

## 历任领导
中国人民解放军战略支援部队政治工作部主任
1. 冯建华 中将（2016年—）[2]

中国人民解放军战略支援部队政治工作部副主任
- 陈金荣 少将（2016年—）[4]
- 黄秋生 少将（2016年—）[5]
- 陶传铭 少将（2022年—）[6]